# Volta a Castela e Leão de 2015
A 30.ª edição da Volta a Castela e Leão (chamado oficialmente: XXX Vuelta Ciclista a Castilla e León) foi uma carreira de ciclismo de estrada por etapas que se celebrou entre 17 e 19 de abril de 2015 na Espanha com início no município de Ávila e final no município de Lubián sobre um percurso de 534,6 quilómetros.
A carreira foi parte do UCI Europe Tour de 2015, dentro da categoria UCI 2.1
A corrida foi vencida pelo francês Pierre Rolland (Europcar), vencedor da terceira etapa, respectivamente doze e dezoito segundos ante ambos espanhóis, ambos colegas, Beñat Intxausti e Igor Antón (Movistar).
O espanhol Pello Bilbao (Caja Rural-Seguros RGA), lauread0 da primeira etapa, adjudica-se a classificação por pontos enquanto o seu compatriota Garikoitz Bravo (Murias Taldea) ganha aquele da montanha. A classificação do combinado volta a Rolland e por equipas à formação espanhola Movistar. Finalmente Intxausti termina melhor corredor espanhol e Francisco Mancebo (Skydive Dubai) acaba melhor corredor castelhano leonês.

## Equipas
Classificadas em categoria 2.1 da UCI Europe Tour, a Volta a Castela e Leão é portanto aberto aos WorldTeams no limite do 50 % das equipas concursantes, aos equipas continentais profissionais, aos equipas continentais e às equipas nacionais.
Dezassete equipas participam nesta Volta a Castela e Leão - uma WorldTeam, três equipas continentais profissionais, doze equipas continentais e uma equipa nacional :

## Percorrido
A Volta a Castela e Leão dispôs de três etapas para um percurso total de 534,6 quilómetros.
| Etapa | Data    | Percurso                     | type            | Distância (km) | Vencedor       | Líder geral    |
| ----- | ------- | ---------------------------- | --------------- | -------------- | -------------- | -------------- |
| 1     | 17 abr. | Ávila – Alba de Tormes       | etapa escarpada | 147,4          | Pello Bilbao   | Pello Bilbao   |
| 2     | 18 abr. | Guarda – Fontes de Onor      | média montanha  | 208            | Sergey Shilov  | Carlos Barbero |
| 3     | 19 abr. | província de Samora – Lubián | etapa escarpada | 179,2          | Pierre Rolland | Pierre Rolland |

## Classificações finais
- As classificações finalizaram da seguinte forma:[8]

### Classificação geral
| \| Classificação geral \| Classificação geral \| Classificação geral \| Classificação geral \| Classificação geral \| \| Ciclista \| Ciclista \| Equipe \| Tempo \| \| \| ------------------- \| ------------------- \| ---------------------- \| ------------------- \| ------------------- \| \| 1. \| Pierre Rolland \| Team Europcar \| 13h18m36s \| \| \| 2. \| Beñat Intxausti \| Movistar Team \| + 16s \| \| \| 3. \| Igor Antón \| Movistar Team \| + 24s \| \| \| 4. \| Pello Bilbao \| Caja Rural-Seguros RGA \| + 47s \| \| \| 5. \| Delio Fernández \| W52-Quinta da Lixa \| + 57s \| \| \| 6. \| Romain Sicard \| Team Europcar \| + 57s \| \| \| 7. \| Javier Moreno \| Movistar Team \| + 1m07s \| \| \| 8. \| Rodolfo Torres \| Colombia \| + 1m27s \| \| \| 9. \| Alejandro Marque \| Efapel \| + 1m39s \| \| \| 10. \| Francisco Mancebo \| Skydive Dubai \| + 1m49s \| \| |                   |                        |           |
| |                   |                        |           |
| Fonte: ProCyclingStats |                   |                        |           |
| Classificação geral |                   |                        |           |
| Ciclista | Ciclista          | Equipe                 | Tempo     |
| 1. | Pierre Rolland    | Team Europcar          | 13h18m36s |
| 2. | Beñat Intxausti   | Movistar Team          | + 16s     |
| 3. | Igor Antón        | Movistar Team          | + 24s     |
| 4. | Pello Bilbao      | Caja Rural-Seguros RGA | + 47s     |
| 5. | Delio Fernández   | W52-Quinta da Lixa     | + 57s     |
| 6. | Romain Sicard     | Team Europcar          | + 57s     |
| 7. | Javier Moreno     | Movistar Team          | + 1m07s   |
| 8. | Rodolfo Torres    | Colombia               | + 1m27s   |
| 9. | Alejandro Marque  | Efapel                 | + 1m39s   |
| 10. | Francisco Mancebo | Skydive Dubai          | + 1m49s   |

## Evolução das classificações
| Etapa                 | Vencedor              | Classificação geral | Classificação por pontos | Classificação da montanha | Classificação do combinado | Classificação por equipas |
| --------------------- | --------------------- | ------------------- | ------------------------ | ------------------------- | -------------------------- | ------------------------- |
| 1                     | Pello Bilbao          | Pello Bilbao        | Pello Bilbao             | José Gonçalves            | Pello Bilbao               | Caja Rural-Seguros RGA    |
| 2                     | Sergey Shilov         | Carlos Barbero      | Carlos Barbero           | José Gonçalves            | Carlos Barbero             | Europcar                  |
| 3                     | Pierre Rolland        | Pierre Rolland      | Pello Bilbao             | Garikoitz Bravo           | Pierre Rolland             | Movistar                  |
| Classificações finals | Classificações finals | Pierre Rolland      | Pello Bilbao             | Garikoitz Bravo           | Pierre Rolland             | Movistar                  |

## Lista dos participantes
- Lista de saída completa

Predefinição:LaP/Legenda corrida por etapa
| Burgos BH BUR                      | Burgos BH BUR         | Burgos BH BUR |
| ---------------------------------- | --------------------- | ------------- |
| Num                                | Corredor              | Pos           |
| 1                                  | David Belda (ESP)     | 18.º          |
| 2                                  | Víctor Martín (ESP)   | 27.º          |
| 3                                  | Jesús del Pino (ESP)  | 26.º          |
| 4                                  | Darío Hernández (ESP) | 98.º          |
| 5                                  | Ibai Salgaste (ESP)   | 79.º          |
| 6                                  | Pablo Torres (ESP)    | 74.º          |
| 7                                  | Igor Merino (ESP)     | 65.º          |
| Director desportivo : Diego Galego |                       |               |

| Movistar # MOV                                  | Movistar # MOV             | Movistar # MOV |
| ----------------------------------------------- | -------------------------- | -------------- |
| Num                                             | Corredor                   | Pos            |
| 11                                              | Igor Antón (ESP)           | 3.º            |
| 12                                              | Winner Anacona (COL)       | 30.º           |
| 13                                              | Beñat Intxausti (ESP)      | 2.º            |
| 14                                              | Jonathan Castroviejo (ESP) | 64.º           |
| 15                                              | Javier Moreno (ESP)        | 7.º            |
| 16                                              | Enrique Sanz (ESP)         | AB-3           |
| 17                                              | Marc Soler (ESP)           | 58.º           |
| Director desportivo : José Vicente García Deita |                            |                |

| Caja Rural-Seguros RGA CJR               | Caja Rural-Seguros RGA CJR | Caja Rural-Seguros RGA CJR |
| ---------------------------------------- | -------------------------- | -------------------------- |
| Num                                      | Corredor                   | Pos                        |
| 21                                       | Pello Bilbao (ESP)         | 4.º                        |
| 22                                       | Carlos Barbero (ESP)       | 62.º                       |
| 23                                       | Lluís Mas (ESP)            | 45.º                       |
| 24                                       | Eduard Prades (ESP)        | 23.º                       |
| 25                                       | Fernando Grijalba (ESP)    | AB-3                       |
| 26                                       | José Gonçalves (POR)       | 78.º                       |
| 27                                       | Ángel Madrazo (ESP)        | 49.º                       |
| Director desportivo : Eugenio Goikoetxea |                            |                            |

| Europcar EUC                          | Europcar EUC             | Europcar EUC |
| ------------------------------------- | ------------------------ | ------------ |
| Num                                   | Corredor                 | Pos          |
| 31                                    | Pierre Rolland (FRA)     | 1.º          |
| 32                                    | Angélo Tulik (FRA)       | AB-3         |
| 33                                    | Romain Guillemois (FRA)  | 66.º         |
| 34                                    | Fabrice Jeandesboz (FRA) | 21.º         |
| 35                                    | Maxime Méderel (FRA)     | 12.º         |
| 36                                    | Perrig Quéméneur (FRA)   | 54.º         |
| 37                                    | Romain Sicard (FRA)      | 6.º          |
| Director desportivo : Lylian Lebreton |                          |              |

| Colômbia COL                          | Colômbia COL               | Colômbia COL |
| ------------------------------------- | -------------------------- | ------------ |
| Num                                   | Corredor                   | Pos          |
| 41                                    | Miguel Ángel Rubiano (COL) | 24.º         |
| 42                                    | Edwin Ávila (COL)          | 89.º         |
| 43                                    | Camilo Castiblanco (COL)   | 68.º         |
| 44                                    | Alex Cano (COL)            | NP-3         |
| 45                                    | Walter Pedraza (COL)       | 17.º         |
| 46                                    | Rodolfo Torres (COL)       | 8.º          |
| 47                                    | Juan Pablo Valencia (COL)  | 40.º         |
| Director desportivo : Oliverio Rincón |                            |              |

| Murias Taldea                       | Murias Taldea          | Murias Taldea |
| ----------------------------------- | ---------------------- | ------------- |
| Num                                 | Corredor               | Pos           |
| 51                                  | Garikoitz Bravo (ESP)  | 83.º          |
| 52                                  | Beñat Txoperena (ESP)  | AB-3          |
| 53                                  | Haritz Orbe (ESP)      | 90.º          |
| 54                                  | Imanol Estévez (ESP)   | 76.º          |
| 55                                  | Eneko Lizarralde (ESP) | 52.º          |
| 56                                  | Adrián González (ESP)  | 28.º          |
| 57                                  | Mikel Bizkarra (ESP)   | AB-1          |
| Director desportivo : Jon Odriozola |                        |               |

| Inteja-MMR Dominican DCT               | Inteja-MMR Dominican DCT    | Inteja-MMR Dominican DCT |
| -------------------------------------- | --------------------------- | ------------------------ |
| Num                                    | Corredor                    | Pos                      |
| 61                                     | Diego Milán (DOM) (Estrada) | 35.º                     |
| 62                                     | Adderlyn Cruz (DOM)         | 80.º                     |
| 63                                     | William Guzmán (DOM)        | AB-2                     |
| 64                                     | Jonathan Sarmiento (COL)    | 91.º                     |
| 65                                     | Rubén Menéndez (ESP)        | 82.º                     |
| 66                                     | Juan José Cueto (DOM)       | AB-1                     |
| 67                                     | Israel Nuño (ESP)           | 43.º                     |
| Director desportivo : Adrián Palomares |                             |                          |

| Lokosphinx LOK                            | Lokosphinx LOK          | Lokosphinx LOK |
| ----------------------------------------- | ----------------------- | -------------- |
| Num                                       | Corredor                | Pos            |
| 71                                        | Evgeny Shalunov (RUS)   | 11.º           |
| 72                                        | Sergey Vdovin (RUS)     | 50.º           |
| 73                                        | Kirill Sveshnikov (RUS) | 42.º           |
| 74                                        | Alexey Rybalkin (RUS)   | 55.º           |
| 75                                        | Vasily Neustroev (RUS)  | 73.º           |
| 76                                        | Sergey Shilov (RUS)     | 20.º           |
| 77                                        | Dmitriy Sokolov (RUS)   | 59.º           |
| Director desportivo : Alexander Kuznetsov |                         |                |

| Join-S-De Rijke RIJ                | Join-S-De Rijke RIJ    | Join-S-De Rijke RIJ |
| ---------------------------------- | ---------------------- | ------------------- |
| Num                                | Corredor               | Pos                 |
| 81                                 | Timon van Reek (NED)   | 101.º               |
| 82                                 | Robbert de Greef (NED) | 46.º                |
| 83                                 | Dex Groen (NED)        | 96.º                |
| 84                                 | Daan Meijers (NED)     | 95.º                |
| 85                                 | Kobus Hereijgers (NED) | 88.º                |
| 86                                 | Ike Groen (NED)        | 60.º                |
| 87                                 | Jetse Bol (NED)        | 13.º                |
| Director desportivo : Koen de Haan |                        |                     |

| Rádio Popular-Boavista RPB               | Rádio Popular-Boavista RPB | Rádio Popular-Boavista RPB |
| ---------------------------------------- | -------------------------- | -------------------------- |
| Num                                      | Corredor                   | Pos                        |
| 91                                       | Alberto Galego (ESP)       | 34.º                       |
| 92                                       | Daniel Silva (POR)         | 16.º                       |
| 93                                       | Nuno Bico (POR)            | 47.º                       |
| 94                                       | Frederico Figueiredo (POR) | 14.º                       |
| 95                                       | Ricardo Ferreira (POR)     | 56.º                       |
| 96                                       | David Rodrigues (POR)      | 19.º                       |
| 97                                       | Samuel Magalhães (POR)     | 94.º                       |
| Director desportivo : José costas Santos |                            |                            |

| Efapel EFP                           | Efapel EFP                  | Efapel EFP |
| ------------------------------------ | --------------------------- | ---------- |
| Num                                  | Corredor                    | Pos        |
| 101                                  | Alejandro Marque (ESP)      | 9.º        |
| 102                                  | Joni Brandão (POR)          | 22.º       |
| 103                                  | Diego Rubio Hernández (ESP) | 69.º       |
| 104                                  | Domingos Gonçalves (POR)    | 67.º       |
| 105                                  | Hélder Ferreira (POR)       | 99.º       |
| 106                                  | Rafael Silva (POR)          | 32.º       |
| 107                                  | Óscar González Brea (ESP)   | 29.º       |
| Director desportivo : Carlos Pereira |                             |            |

| Tavira TAV                        | Tavira TAV                   | Tavira TAV |
| --------------------------------- | ---------------------------- | ---------- |
| Num                               | Corredor                     | Pos        |
| 111                               | Ricardo Mestre (POR)         | 33.º       |
| 112                               | Diogo Nunes (POR)            | 93.º       |
| 113                               | Daniel Mestre (POR)          | 57.º       |
| 114                               | Henrique Casimiro (POR)      | 81.º       |
| 115                               | Manuel António Cardoso (POR) | 72.º       |
| 116                               | João Pereira (POR)           | 63.º       |
| 117                               | David Livramento (POR)       | 61.º       |
| Director desportivo : Vidal Fitas |                              |            |

| W52-Quinta da Lixa W52             | W52-Quinta da Lixa W52     | W52-Quinta da Lixa W52 |
| ---------------------------------- | -------------------------- | ---------------------- |
| Num                                | Corredor                   | Pos                    |
| 121                                | Delio Fernández (ESP)      | 5.º                    |
| 122                                | Samuel Caldeira (POR)      | 53.º                   |
| 123                                | Gustavo César Veloso (ESP) | 25.º                   |
| 124                                | Rui Vinhas (POR)           | 48.º                   |
| 125                                | Joaquim Silva (POR)        | 38.º                   |
| 126                                | Juan Ignacio Pérez (ESP)   | 37.º                   |
| 127                                | Raúl Alarcón (ESP)         | 92.º                   |
| Director desportivo : Helder Alves |                            |                        |

| Mg.kvis-Vega VHS                      | Mg.kvis-Vega VHS              | Mg.kvis-Vega VHS |
| ------------------------------------- | ----------------------------- | ---------------- |
| Num                                   | Corredor                      | Pos              |
| 131                                   | Gian Marco Di Francesco (ITA) | 41.º             |
| 132                                   | Nicola Gaffurini (ITA)        | 72.º             |
| 133                                   | Raffaele Radice (ITA)         | 100.º            |
| 134                                   | Moreno Giampaolo (ITA)        | 51.º             |
| 135                                   | Fabio Tuzi (ITA)              | 103.º            |
| 136                                   | Antonio Santoro (ITA)         | 31.º             |
| 137                                   |                               |                  |
| Director desportivo : Maurizio Frizzo |                               |                  |

| Skydive Dubai SKD                   | Skydive Dubai SKD             | Skydive Dubai SKD |
| ----------------------------------- | ----------------------------- | ----------------- |
| Num                                 | Corredor                      | Pos               |
| 141                                 | Francisco Mancebo (ESP)       | 10.º              |
| 142                                 | Edgar Pinto (POR)             | 15.º              |
| 143                                 | Rafaâ Chtioui (TUN) (Estrada) | AB-2              |
| 144                                 | Mohamed Al Murawwi (UAE)      | AB-1              |
| 145                                 | Khalid Ibrahim (UAE)          | AB-1              |
| 146                                 | Vladimir Gusev (RUS)          | 36.º              |
| 147                                 | Andrea Palini (ITA)           | 85.º              |
| Director desportivo : Aritz Arberas |                               |                   |

| Rad-net Rose RNR                 | Rad-net Rose RNR         | Rad-net Rose RNR |
| -------------------------------- | ------------------------ | ---------------- |
| Num                              | Corredor                 | Pos              |
| 151                              | Michel Koch (GER)        | AB-1             |
| 152                              | Mario Vogt (GER)         | 44.º             |
| 153                              | Fabian Brintrup (GER)    | 86.º             |
| 154                              | Félix Intra (GER)        | AB-1             |
| 155                              | Marco Mathis (GER)       | 87.º             |
| 156                              | Joshua Stritzinger (GER) | AB-1             |
| 157                              | Pascal Ackermann (GER)   | AB-1             |
| Director desportivo : Sven Meyer |                          |                  |

| Equipa nacional da Espanha em pista ESP | Equipa nacional da Espanha em pista ESP | Equipa nacional da Espanha em pista ESP |
| --------------------------------------- | --------------------------------------- | --------------------------------------- |
| Num                                     | Corredor                                | Pos                                     |
| 161                                     | Julio Amores (ESP)                      | 71.º                                    |
| 162                                     | Cristian Astals (ESP)                   | 75.º                                    |
| 163                                     | Marcos Jurado (ESP)                     | 97.º                                    |
| 164                                     | Sebastián Mora (ESP)                    | 70.º                                    |
| 165                                     | Cristian Rodríguez (ESP)                | 39.º                                    |
| 166                                     | Aitor González Prieto (ESP)             | 84.º                                    |
| 167                                     | Illart Zuazubiskar (ESP)                | 102.º                                   |
| Director desportivo : Salvador Melià    |                                         |                                         |